# Estes Park
Estes Park é uma cidade  localizada no estado americano de Colorado, no Condado de Larimer.

## Demografia
Segundo o censo americano de 2000, a sua população era de 5413 habitantes.
Em 2006, foi estimada uma população de 6006, um aumento de 593 (11.0%).

## Geografia
De acordo com o United States Census Bureau tem uma área de
15,2 km², dos quais 15,1 km² cobertos por terra e 0,1 km² cobertos por água. Estes Park localiza-se a aproximadamente 2733 m acima do nível do mar.

## Localidades na vizinhança
O diagrama seguinte representa as localidades num raio de 40 km ao redor de Estes Park.